# Снорклінг

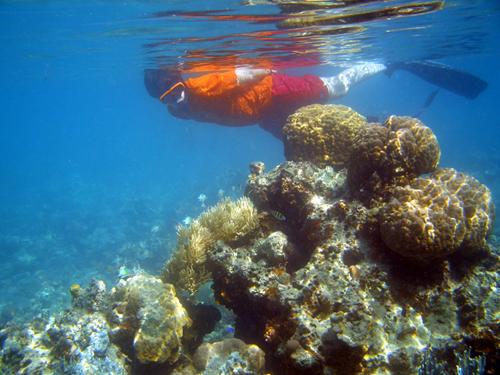
Плавець біля коралового рифу недалеко від Фіджі.

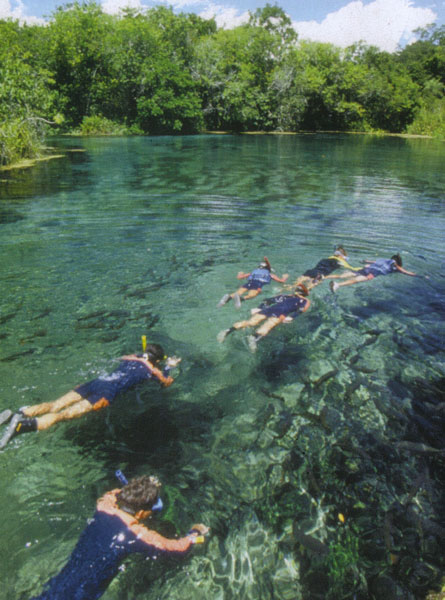
Сноркелінг на річці в Бразилії

Сноркелінг, снорклінг (нім. Schnorchel — дихальна трубка) — вид плавання під поверхнею води з маскою і дихальною трубкою і, зазвичай, з ластами. У холодній воді плавець може бути одягнений у гідрокостюм. Використання цього спорядження дозволяє плавцеві спостерігати за підводними краєвидами впродовж тривалого часу з мінімальними зусиллями. Є популярною розвагою, особливо в тропічних широтах і в місцях для пірнання з аквалангом — дайвінгу. Доступний для більшості людей, у тому числі дітей, які з великим інтересом занурюються під воду, щоб розгледіти камінчики, черепашки та інші цікаві деталі підводного світу. Сноркелінг також популярний серед дайверів, коли занурення відбуваються на або біля поверхні. Також його використовують рятувальні команди для пошуку людей у воді.
Основою сноркелінгу є споглядання підводного життя в його природному середовищі. Це включає в себе спостереження за кораловими рифами та їх мешканцями: рибами, молюсками, морськими зірками, муренами, морськими черепахами та іншими. Сноркелінг над піщаним дном дозволяє людині спостерігати за різними видами плоских риб, наприклад, камбалою або скатом.
У деяких місцях сноркелінг є важливою складовою туристичного бізнесу, і навіть головною статтею доходу, як, наприклад, на Палм-Айленді.

## Знаряддя для сноркелінгу
Маска 

Базовий елемент спорядження. Маска може бути дуже простою і дешевою (при тому, що існують і вельми дорогі бренди), в тому числі, взята на прокат. Підібрати її правильно - в основному значить вибрати маску за розміром, яка не буде підтікати під час плавання. Щоб підібрати «свою» маску, прикладіть її до обличчя, не надягаючи стропу. Потім вдихніть через ніс і відпустіть руку, якою притримували маску. Якщо вона залишається на обличчі і «сидить» комфортно, розмір вам підходить.
Хороші показники маски: ілюмінатори з загартованого скла (на склі маленький напис Tempered або просто буква T), широкий огляд (залежить від розміру і форми скла), еластичний обтюратор, який добре прилягає до обличчя, невеликий внутрішній об'єм. Слід також врахувати, що обтюратори (герметична, прилегла до обличчя частина), виготовлені з прозорого силікону, мають більший огляд, ніж із кольорового силікону, але можуть помутніти з часом.
Обробка перед використанням 

Щойно куплену маску необхідно обробити, щоб вона не пітніла при плаванні. Для безпечного транспортування обладнання внутрішню сторону скла покривають силіконом. Через це маска часто пітніє у воді. Необхідно видалити цей силіконовий шар. Простий і безпечний для маски спосіб — терпляче протерти внутрішню сторону скла м'яким абразивним складом типу зубної пасти і обполоснути водою. Перед кожним купанням скло маски протирають слиною, це запобігає запотівання.
Трубка 

Плаваючи, ви можете дихати через трубку атмосферним повітрям. В цьому перевага снорклінгу, хоча можна плавати і просто з маскою, затримуючи дихання (більш стомливо).
Трубка повинна бути достатньої довжини, але і не дуже довга (дуже довга трубка ускладнює дихання, збільшуючи «мертвий простір» — об'єм повітря, що не бере участь в дихальному процесі). Трубки можуть бути зі спеціальними насадками (знімними), що захищають від забризкування. В деяких випадках ці насадки ускладнюють дихання — це легко перевірити, знявши їх. Часто трубка оснащена клапаном очищення, що дозволяє легко видувати воду з трубки. Хороший клапан значно полегшує продування трубки при занурюванні. Якщо клапан невдалий, звичайна трубка без клапана може продуватися легше. Трубки з клапаном потребують ретельнішого осушення.
Зручно закріпити трубку на стропу (ремінець) маски. Для цього є різноманітні конструкції кліпси. Якщо такої немає, можна просто підсунути трубку під стропу.
Ласти 

Ласти дуже полегшують плавання і додають маневровості у воді. Також ласти незамінні для пірнання, оскільки скорочують час і сили на занурення і спливання, за рахунок чого збільшується час перебування біля дна у зануреному стані.
Звичайні ласти для снорклінгу надягають на босу ногу, вони легкі і не дуже довгі. Такі ласти прекрасно виправдовують свою ціну, допомагаючи пересуватися у воді і навіть занурюватися. Ласти для дайвінгу з черевиками також підходять, вони дуже ефективні і зручні.
Можна знехтувати цим елементом обладнання і все одно отримати масу задоволення, але для занурювання і в разі необхідності пропливати значні дистанції; використання ласт підвищить комфортність і збільшить задоволення від сноркелінгу.
Гідрокостюм 

Костюм з неопрену перешкоджає поглинанню водою тепла вашого тіла, оберігає шкіру від дії сонячних УФ-променів і кнідарієвих тварин (наприклад, медуз). Якщо ви плануєте провести у воді якийсь час, варто надягти короткий або довгий гідрокостюм.
Гідрокостюм додає плавучості, що полегшує плавання по поверхні і ускладнює занурення. Пірнальники використовують пояс з вантажами для компенсації цього ефекту.